# Dicaelotus mandibulator
Dicaelotus mandibulator är en stekelart som först beskrevs av Aubert 1958.  Dicaelotus mandibulator ingår i släktet Dicaelotus och familjen brokparasitsteklar. Inga underarter finns listade i Catalogue of Life.